# Hans-Görg Roos

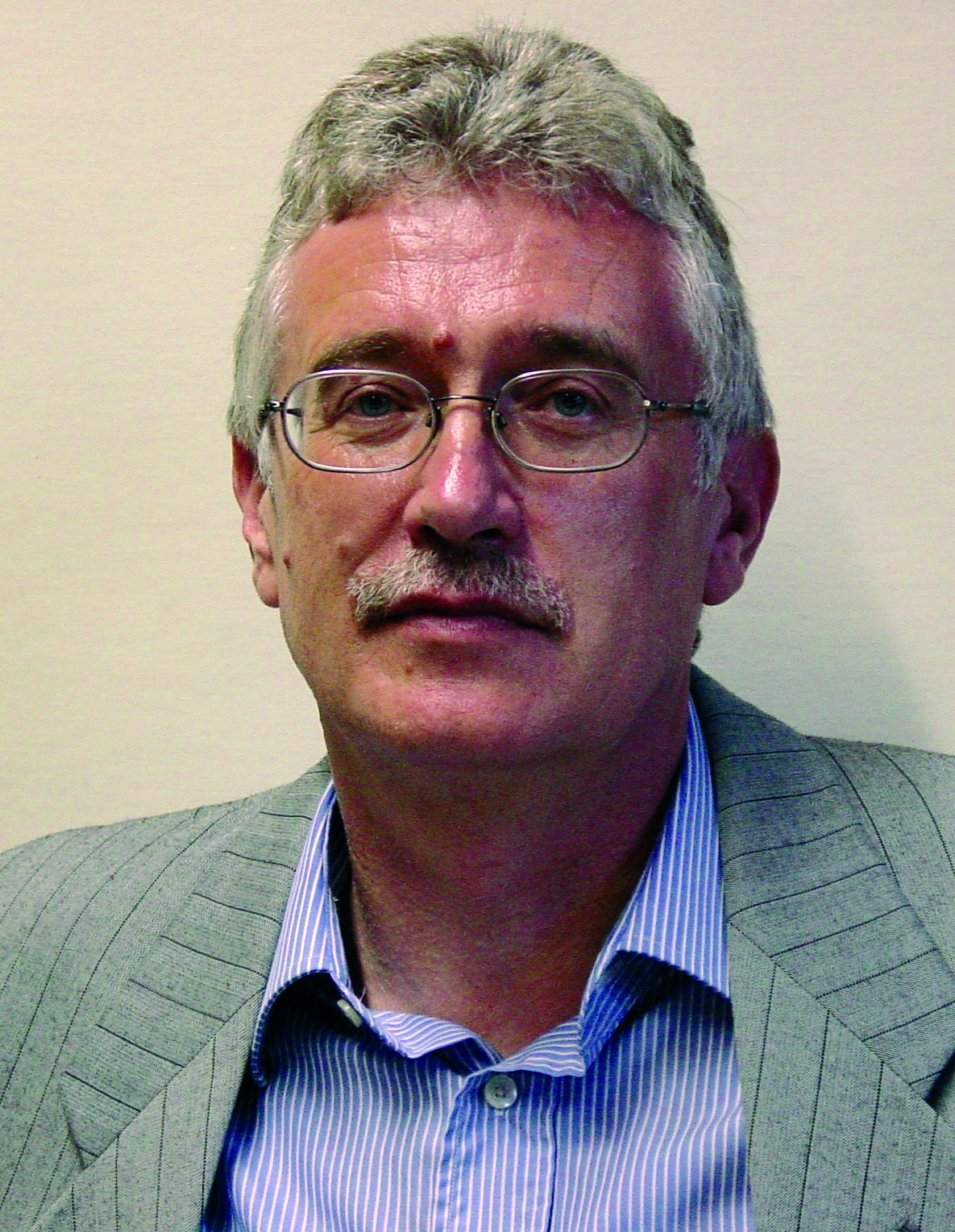
Hans-Görg Roos (2007)

Hans-Görg Roos (* 10. November 1949 in Diesdorf/Altmark) ist ein deutscher Mathematiker, der vor allem auf dem Gebiet der Analysis und Numerik singulär gestörter Differentialgleichungen gearbeitet hat.

## Werdegang
Hans-G. Roos besuchte zunächst die Grundschule in Diesdorf/Altmark und dann die Erweiterte Oberschule Geschwister-Scholl in Magdeburg. Nach einem Wechsel zur Spezialklasse für Mathematik der TH Magdeburg 1966 legte er dort 1968 das Abitur ab. Im selben Jahr erhielt er als Mitglied der siegreichen DDR-Mannschaft einen zweiten Preis bei der Internationalen Mathematikolympiade in Moskau. Von 1968 bis 1971 absolvierte er ein Studium der Mathematik an der TH Magdeburg und war dort von 1971 bis 1984 wissenschaftlicher Assistent. Seine Promotion A zum Dr. rer. nat. erlangte er 1975 mit einer Arbeit zum Thema „Die asymptotische Lösung einer singulären Differentialgleichung“ und 1980 seine Promotion B zum Dr. sc. nat. (heute Dr. rer. nat. habil.) mit der Arbeit „Die asymptotische Lösung parabolischer Probleme“. 1982 absolvierte Roos ein Zusatzstudium an der Lomonossow-Universität Moskau bei Adelaida Wassiljewa. In den folgenden Jahren konzentrierte sich H.-G. Roos mehr und mehr in Richtung der Numerischen Analysis.
1984 folgte er der Berufung zum Dozenten für Numerische Mathematik an der TU Dresden und war dort anschließend von 1987 bis 2015 Professor für Numerik partieller Differentialgleichungen. Von 1987 bis 1993 und von 2002 bis 2012 leitete er den Wissenschaftsbereich als Direktor des Instituts für Numerische Mathematik an der Sektion bzw. am Fachbereich Mathematik der TU Dresden. Er organisierte mit P. Hemker (Amsterdam) und M. Stynes (Cork) eine Reihe von Workshops im Mathematischen Forschungszentrum Oberwolfach.
Hans-G. Roos gehörte zum Editorial Board der Fachzeitschriften Journal of Mathematical Analysis and Applications und Zeitschrift für Angewandte Mathematik und Mechanik (ZAMM). Von 2000 bis 2006 wurde er in den Vorstandsrat der Gesellschaft für Angewandte Mathematik und Mechanik (GAMM) gewählt.

## Mathematisches Werk

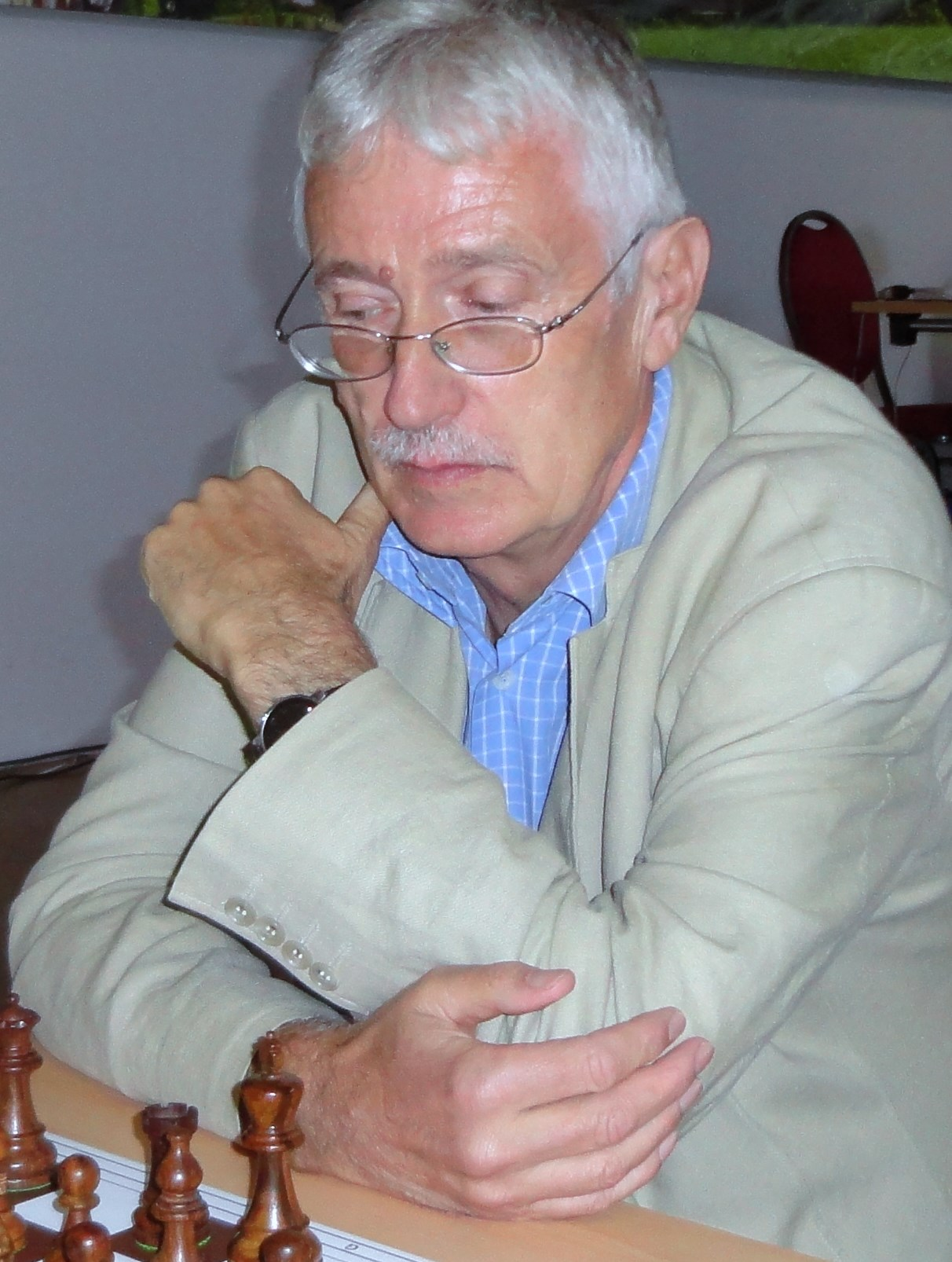
H.-G. Roos im Jahr 2013 bei der Deutschen Schachmeisterschaft der Senioren in Oberhof

Schwerpunkt der Arbeit von Roos sind singulär gestörte Differentialgleichungen. Er befasste sich sowohl mit der theoretischen Analyse solcher Probleme als auch mit der Entwicklung und Analyse angepasster numerischer Verfahren zu deren Lösung, wobei in allen seinen Arbeiten ein hoher Anteil von Analysis vorkommt. Er hat mit vielen in- und ausländischen Fachkollegen zusammengearbeitet, darunter Lutz Tobiska (Magdeburg), Martin Stynes (Cork), Grigorii Ivanovich Shishkin (Jekaterinburg), Michael Krizek (Prag) sowie Helena Zarin und Zorica Uzelac (Novi Sad).

## Publikationen (Auswahl)
Roos hat zahlreiche Bücher und Zeitschriftenartikel verfasst. ZbMATH verzeichnet 145 Publikationen, davon 14 Bücher. Am häufigsten zitiert wurden:
- mit Martin Stynes, Lutz Tobiska: Robust numerical methods for singularly perturbed differential equations. Convection-diffusion-reaction and flow problems. 2nd ed., Springer 2008.
- mit Martin Stynes, Lutz Tobiska: Numerical methods for singularly perturbed differential equations. Convection-diffusion and flow problems. Springer 1996, second edition 2008.
- mit Martin Stynes: The midpoint upwind scheme. Appl. Numer. Math. 23, no. 3, 361–374, 1997.
- mit Torsten Linß: Sufficient conditions for uniform convergence on layer-adapted grids. Computing 63, no. 1, 27–45, 1999.
- Layer-adapted grids for singular perturbation problems. Z. Angew. Math. Mech. 78, no. 5, 291–309, 1998.